# Gernot Kranner
Gernot Kranner (* 22. November 1962 in Fohnsdorf/Steiermark) ist ein österreichischer Schauspieler, Sänger (Tenor), Musicaldarsteller und Regisseur.

## Karriere
Kranner studierte Operetten-, Musical- und Sologesang am Konservatorium der Stadt Wien, aber auch Schauspiel und Regie in Paris an der École Internationale de Théâtre Jacques Lecoq sowie in London Pantomime und Tanz am „Mime-Center“. Als Sänger und Schauspieler wirkte er an zahlreichen Häusern des deutschen Sprachraums, darunter auch der Komischen Oper Berlin, dem Stadttheater St. Gallen, dem Wiener Volkstheater, dem Schauspielhaus Wien, dem Theater an der Wien, dem Opernhaus Graz und dem Landestheater Linz. Seit 2001 ist er als Tenor und Komiker Ensemblemitglied an der Wiener Volksoper.
Als Regisseur inszenierte Kranner zahlreiche Schauspiele, Musicals, Revuen für Kabarett, Opern und Operetten u. a. am Landestheater Salzburg, beim Lehár Festival Bad Ischl, Herbsttage Blindenmarkt, Theater Nordhausen und am Theater Zwickau.

## Fernsehrollen (Auswahl)
- Tatort: Nichts mehr im Griff
- Julia – Eine ungewöhnliche Frau
- Kommissar Rex
- Schlosshotel Orth

## Werke (Auswahl)
- „Haare machen Leute“ (Jugendstück)
- „Einen Jux woll’n wir uns machen“ (Nestroy-Bearbeitung), Compactdisc mit Elfriede Ott
- „Sternenbrüder“ und „Curao“ (Familienmusicals) Raimund Theater Wien
- „Peter Pan“ Musical Theater Baden
- „Der gestiefelte Kater!“
- „Pinocchio!“
- „Mogli und das Dschungelbuch“

## Auszeichnungen
- „Image Award Germany“ als „Bester deutschsprachiger Musicaldarsteller“ für seine Darstellung des „Professor Abronsius“ bei der UA von „Tanz der Vampire“ unter Roman Polanski am Wiener Raimund Theater
- „Österreichischer Musiktheaterpreis 2020“ für die „Beste Jugend- und Kindermusiktheaterproduktion“ für „Das Land des Lächelns für Kinder“ bei den Seefestspielen Mörbisch (Autor, Dramaturg, Darsteller)